# 2007년 일본 프로 야구 올스타전
2007년 일본 프로 야구 올스타전은 2007년 7월 20일과 7월 21일에 열린 일본 프로 야구의 올스타전 경기이다.

## 개요
2007년 올스타전은 7월 20일에 도쿄 돔에서, 다음날 21일에는 풀캐스트 스타디움 미야기에서 개최됐다(22일은 예비일). 풀캐스트 스타디움 미야기에서 올스타전이 개최되는 것은 전신인 현영 미야기 구장 시대였던 1992년 이래 15년 만의 일이며, 같은 구장이 프로 야구 구단의 홈구장이 된 이래로 처음있는 일이다.
센트럴·퍼시픽 올스타팀의 양팀 감독은 전년도에 각각 리그 우승을 이끈 홋카이도 닛폰햄 파이터스의 트레이 힐만 감독이 퍼시픽 올스타팀, 주니치 드래건스의 오치아이 히로미쓰 감독이 센트럴 올스타팀을 지휘했다.
전년도 2006년까지 산요 전기에 의한 특별 협찬하에 ‘산요 올스타 게임’(サンヨーオールスターゲーム)으로서 개최하고 있었지만 2006년 12월 1일에 산요 전기가 경영난을 이유로 스폰서에서 손을 떼기로 결정했고 새로운 스폰서는 이듬해 2007년 4월 4일에 걸리버로 결정, 대회명도 ‘걸리버 올스타 게임’(ガリバー・オールスターゲーム)이 됐다.

## 일정
- 1차전 : 7월 20일

도쿄 돔, 18시 31분에 시작
- 2차전 : 7월 21일

풀캐스트 스타디움 미야기, 14시 11분에 시작(1955년 이래 52년 만이 되는 주간 경기로서로의 개최)

### 낮 경기 개최에 대해
2차전이 열린 7월 21일 당일에는 아시안컵 준준결승전에 일본 대표팀이 진출했을 경우의 일정, 또 만일 7월 22일(예비일)에 경기가 연기됐을 경우, 참의원 선거(당초 투표 예정일)가 중복될 우려가 있어서 텔레비전 방송의 일정 조정에 문제가 발생했기 때문인 것으로 간주하고 있었다. 이 때문에 1차전이 끝난 20일 심야에 신칸센을 빌려 선수들을 이동하는 조치를 취했다.

### 걸리버상
부상으로 걸리버가 취급하는 중고차(차종은 수상자가 선택)가 주어졌다.
- 야마사키 다케시(라쿠텐)

## 출장 선수
| 센트럴 리그 | 센트럴 리그         | 센트럴 리그 | 센트럴 리그 |
| ----------- | ------------------- | ----------- | ----------- |
| 감독        | 오치아이 히로미쓰   | 주니치      |             |
| 코치        | 오카다 아키노부     | 한신        |             |
| 코치        | 후루타 아쓰야       | 야쿠르트    |             |
| 선발 투수   | 구로다 히로키       | 히로시마    | 4           |
| 중간 계투   | 하야시 마사노리     | 요미우리    | 첫 출장     |
| 마무리 투수 | 후지카와 규지       | 한신        | 3           |
| 투수        | 이와세 히토키       | 주니치      | 6           |
| 투수        | 나카타 겐이치       | 주니치      | 첫 출장     |
| 투수        | 구보타 도모유키     | 한신        | 첫 출장     |
| 투수        | 다카쓰 신고         | 야쿠르트    | 6           |
| 투수        | S. 그레이싱어       | 야쿠르트    | 첫 출장     |
| 투수        | 우에하라 고지       | 요미우리    | 8           |
| 투수        | 다카하시 히사노리   | 요미우리    | 첫 출장     |
| 투수        | 우쓰미 데쓰야       | 요미우리    | 2           |
| 투수        | 기즈카 아쓰시       | 요코하마    | 첫 출장     |
| 투수        | M. 크룬             | 요코하마    | 3           |
| 포수        | 아베 신노스케       | 요미우리    | 4           |
| 포수        | 다니시게 모토노부   | 주니치      | 9           |
| 포수        | 아이카와 료지       | 요코하마    | 첫 출장     |
| 1루수       | 구리하라 겐타       | 히로시마    | 첫 출장     |
| 2루수       | 니시 도시히사       | 요코하마    | 5           |
| 3루수       | 오가사와라 미치히로 | 요미우리    | 9           |
| 유격수      | 이바타 히로카즈     | 주니치      | 4           |
| 내야수      | 모리노 마사히코     | 주니치      | 첫 출장     |
| 내야수      | T. 우즈             | 주니치      | 2           |
| 내야수      | 미야모토 신야       | 야쿠르트    | 3           |
| 내야수      | 아라이 다카히로     | 히로시마    | 3           |
| 외야수      | 마에다 도모노리     | 히로시마    | 6           |
| 외야수      | 아오키 노리치카     | 야쿠르트    | 3           |
| 외야수      | 후쿠도메 고스케     | 주니치      | 6           |
| 외야수      | A. 라미레스         | 야쿠르트    | 3           |
| 외야수      | 다니 요시토모       | 요미우리    | 6           |
| 외야수      | 다카하시 요시노부   | 요미우리    | 8           |

| 퍼시픽 리그 | 퍼시픽 리그       | 퍼시픽 리그 | 퍼시픽 리그 |
| ----------- | ----------------- | ----------- | ----------- |
| 감독        | T. 힐만           | 닛폰햄      |             |
| 코치        | 이토 쓰토무       | 세이부      |             |
| 코치        | 아키야마 고지     | 소프트뱅크  |             |
| 선발 투수   | 다나카 마사히로   | 라쿠텐      | 첫 출장     |
| 중간 계투   | 마쓰모토 아키라   | 라쿠텐      | 첫 출장     |
| 마무리 투수 | 후쿠모리 가즈오   | 라쿠텐      | 2           |
| 투수        | 다르빗슈 유       | 닛폰햄      | 첫 출장     |
| 투수        | 다케다 히사시     | 닛폰햄      | 2           |
| 투수        | 와쿠이 히데아키   | 세이부      | 2           |
| 투수        | 마하라 다카히로   | 소프트뱅크  | 2           |
| 투수        | 스기우치 도시야   | 소프트뱅크  | 2           |
| 투수        | 야부타 야스히코   | 지바 롯데   | 2           |
| 투수        | 고바야시 히로유키 | 지바 롯데   | 4           |
| 투수        | 나루세 요시히사   | 지바 롯데   | 첫 출장     |
| 투수        | 가토 다이스케▲    | 오릭스      | 첫 출장     |
| 포수        | 시마 모토히로     | 라쿠텐      | 첫 출장     |
| 포수        | 다카하시 신지     | 닛폰햄      | 2           |
| 포수        | 사토자키 도모야   | 지바 롯데   | 3           |
| 1루수       | 마쓰나카 노부히코 | 소프트뱅크  | 8           |
| 2루수       | 다카스 요스케     | 라쿠텐      | 첫 출장     |
| 3루수       | 고쿠보 히로키     | 소프트뱅크  | 10          |
| 유격수      | 가와사키 무네노리 | 소프트뱅크  | 4           |
| 내야수      | 나카지마 히로유키 | 세이부      | 3           |
| 내야수      | A. 카브레라       | 세이부      | 5           |
| 내야수      | TSUYOSHI          | 지바 롯데   | 3           |
| 내야수      | G. 라로카         | 오릭스      | 2           |
| 외야수      | 이소베 고이치     | 라쿠텐      | 3           |
| 외야수      | 뎃페이            | 라쿠텐      | 첫 출장     |
| 외야수      | T. 로즈           | 오릭스      | 9           |
| 외야수      | 모리모토 히초리   | 닛폰햄      | 2           |
| 외야수      | 이나바 아쓰노리   | 닛폰햄      | 3           |
| 외야수      | 오무라 나오유키   | 소프트뱅크  | 4           |
| 외야수      | 하야카와 다이스케 | 지바 롯데   | 첫 출장     |
| 지명타자    | 야마사키 다케시   | 라쿠텐      | 3           |

- 굵은 글씨는 팬 투표로 선출된 선수, ▲는 출장 사퇴 선수 발생에 의한 보충 선수, 그 외에는 감독 추천에 의한 출장.

- 하야카와 다이스케(지바 롯데)는 전반기 최종전에서 손가락 부상을 당하여 벤치에 들어갔지만 출전할 기회는 없었음.
- 후쿠모리 가즈오(라쿠텐)는 등판 예정이던 2차전이 콜드 게임이 됐기 때문에 두 경기 모두 출장 기회가 없었음.
- 퍼시픽 올스타팀 코치를 맡을 예정이었던 오 사다하루(소프트뱅크) 감독은 컨디션을 고려해 출전 포기, 아키야마 고지 수석 코치가 대체 출장.

1. ↑  오른쪽 대퇴부 관절내전근손상으로 인한 출전 포기, 대체할 선수로는 가토 다이스케가 선출.

## 올스타전 경기 결과

### 1차전

#### 스코어
| 팀 | 1 | 2 | 3 | 4 | 5 | 6 | 7 | 8 | 9 | R | H | E |
| 퍼시픽 | 0 | 0 | 0 | 0 | 0 | 0 | 0 | 0 | 0 | 0 | 1 | 0 |
| 센트럴 | 0 | 0 | 0 | 0 | 0 | 0 | 3 | 1 | X | 4 | 7 | 0 |
| 승리 투수: 구보타 도모유키(한신) 패전 투수: 마하라 다카히로(소프트뱅크) 홈런: 센트럴 – 알렉스 라미레스(야쿠르트·7회 2점), 마에다 도모노리(히로시마·7회 1점), 모리노 마사히코(주니치·8회 1점) |   |   |   |   |   |   |   |   |   |   |   |   |

#### 출장 선수
| 퍼시픽 | 퍼시픽 | 퍼시픽            |
| 타순   | 수비   | 선수              |
| ------ | ------ | ----------------- |
| 1      | (二)   | TSUYOSHI          |
| 2      | (중)   | 모리모토 히초리   |
| 3      | (三)   | G. 라로카         |
| 4      | (좌)   | T. 로즈           |
| 5      | (지)   | A. 카브레라       |
| 6      | (一)   | 마쓰나카 노부히코 |
| 7      | (우)   | 이나바 아쓰노리   |
| 8      | (포)   | 다카하시 신지     |
| 9      | (유)   | 가와사키 무네노리 |
|        | (투)   | 다르빗슈 유       |

| 센트럴 | 센트럴 | 센트럴              |
| 타순   | 수비   | 선수                |
| ------ | ------ | ------------------- |
| 1      | (중)   | 아오키 노리치카     |
| 2      | (우)   | 다니 요시토모       |
| 3      | (三)   | 오가사와라 미치히로 |
| 4      | (지)   | T. 우즈             |
| 5      | (좌)   | A. 라미레스         |
| 6      | (一)   | 구리하라 겐타       |
| 7      | (포)   | 아베 신노스케       |
| 8      | (二)   | 니시 도시히사       |
| 9      | (유)   | 이바타 히로카즈     |
|        | (투)   | 우에하라 고지       |

#### 수상 선수
MVP
- 알렉스 라미레스(야쿠르트)

### 2차전

#### 스코어
| 팀 | 1 | 2 | 3 | 4 | 5 | 6 | 7 | 8  | R  | H  | E |
| 센트럴 | 0 | 6 | 2 | 0 | 0 | 0 | 1 | 2X | 11 | 13 | 0 |
| 퍼시픽 | 2 | 0 | 0 | 1 | 0 | 2 | 0 | 5  | 13 | 0  |   |
| 승리 투수: 다카하시 히사노리(요미우리) 패전 투수: 다나카 마사히로(라쿠텐) 홈런: 센트럴 – 아베 신노스케(요미우리·2회 3점), 아라이 다카히로(히로시마·7회 1점), 알렉스 라미레스(야쿠르트·8회 2점) 퍼시픽 – 야마사키 다케시(라쿠텐·1회 2점) |   |   |   |   |   |   |   |    |    |    |   |

#### 출장 선수
| 센트럴 | 센트럴 | 센트럴              |
| 타순   | 수비   | 선수                |
| ------ | ------ | ------------------- |
| 1      | (중)   | 아오키 노리치카     |
| 2      | (二)   | 니시 도시히사       |
| 3      | (三)   | 오가사와라 미치히로 |
| 4      | (지)   | T. 우즈             |
| 5      | (一)   | 구리하라 겐타       |
| 6      | (포)   | 아베 신노스케       |
| 7      | (우)   | 다니 요시토모       |
| 8      | (좌)   | 모리노 마사히코     |
| 9      | (유)   | 이바타 히로카즈     |
|        | (투)   | 다카하시 히사노리   |

| 퍼시픽 | 퍼시픽 | 퍼시픽            |
| 타순   | 수비   | 선수              |
| ------ | ------ | ----------------- |
| 1      | (중)   | 뎃페이            |
| 2      | (유)   | 나카지마 히로유키 |
| 3      | (좌)   | 오무라 나오유키   |
| 4      | (一)   | 야마사키 다케시   |
| 5      | (三)   | 고쿠보 히로키     |
| 6      | (지)   | A. 카브레라       |
| 7      | (우)   | 이소베 고이치     |
| 8      | (二)   | 다카스 요스케     |
| 9      | (포)   | 시마 모토히로     |
|        | (투)   | 다나카 마사히로   |

#### 수상 선수
MVP
- 아베 신노스케(요미우리)

## 같이 보기
- 일본 야구 기구
- 일본 프로 야구 올스타전